# Gene flow

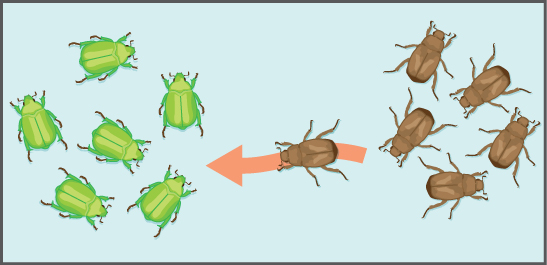
Gene flow is de overdracht van allelen van de ene populatie naar een andere populatie door middel van migratie van individuen.

Gene flow of genenstroom is de uitwisseling van genetisch materiaal tussen twee verschillende (naburige) populaties. Gene flow is een belangrijk mechanisme voor het laten ontstaan en handhaven van genetische diversiteit. Migranten kunnen de verspreiding van genen tussen populaties veranderen, door de allelfrequenties te wijzigen. Wanneer de snelheid van gene flow hoog genoeg is, kunnen twee populaties gelijke allelfrequenties krijgen, en genetisch gezien volledig in elkaar overlopen.
Een hoge mate van gene flow kan het genetisch onderscheid tussen twee populaties sterk verminderen. Om deze reden wordt wel gesteld dat gene flow soortvorming beperkt. Wanneer de genenpoel van twee populaties vermengd raken, stopt de divergentie van genetische variatie, en kunnen nieuwe soorten niet ontstaan. Het is echter ook mogelijk dat gene flow kan leiden tot nieuwe genetische varianten in de genenpoel van een soort.
Er zijn verschillende factoren die de snelheid van gene flow beïnvloeden. Gene flow is gering bij soorten met een lage mobiliteit, bij gefragmenteerde habitats, wanneer de afstand tussen populaties groot is, en wanneer de populatiegrootte zelf klein is.  Bij sessiele (niet-beweeglijke) organismen zoals planten komt gene flow echter wel voor, bijvoorbeeld in de vorm van stuifmeel en zaden die over grote afstanden worden vervoerd via de wind. Wanneer gene flow afneemt, kan inteelt optreden: een proces dat men uitdrukt met de inteeltcoëfficiënt (F). Veel eilandpopulaties hebben een lage gene flow vanwege geografische isolatie en kleine populatiegroottes. Een voorbeeld is de rotskangoeroes in Australië. Deze populatie is zo sterk geïsoleerd dat gebrek aan gene flow heeft geleid tot enorme inteeltpercentages.